# جيمس تورنر
جيمس تورنر (23 يوليو 1865 - 30 يوليو 1945)  (بالإنجليزية: James Turner)‏ هو لاعب كريكت بريطاني (وحمل سابقاً جنسية المملكة المتحدة لبريطانيا العظمى وأيرلندا).